# کرکوپ
کرکوپ (به لاتین: Kirkop) یک منطقهٔ مسکونی در مالت است که در منطقه جنوبی مالت واقع شده‌است. کرکوپ ۱٫۱ کیلومتر مربع مساحت و ۲٬۳۹۷ نفر جمعیت دارد.